# Flying Turns (Knoebels Amusement Resort)
Flying Turns in Knoebels Amusement Resort (Elysburg, Pennsylvania, USA) ist eine hölzerne Bobachterbahn, die am 5. Oktober 2013 offiziell eröffnet wurde. Sie wurde nach dem Vorbild einer ähnlichen Bahn aus den 1920ern gebaut, die von John Norman Bartlett und John A. Miller konstruiert wurde. Das Konzept entspricht einer stählernen Bobbahn, die Fahrstrecke ist aber wie bei den Originalbahnen in Holz gehalten. Das Layout der Bahn ist auch größtenteils identisch mit dem des Vorbilds im Riverview Park (Chicago, Illinois).
Die 396,2 m lange, von John Fetterman entworfene und von Knoebels in Eigenregie gebaute Strecke erreicht eine Höhe von 15,2 m. Die Züge werden über vier Kettenlifthills in die Höhe gezogen, wobei der vierte erst um 2020/2021 hinzugefügt wurde.

## Züge
Flying Turns besitzt vier Züge mit jeweils drei Wagen. In jedem Wagen können zwei Personen hintereinander Platz nehmen, sodass ein Zug sechs Fahrgäste fasst. Die Fahrgäste müssen mindestens 1,07 m groß sein, um mitfahren zu dürfen.